# باشگاه فوتبال پاری سن-ژرمن در فصل ۲۲–۲۰۲۱
باشگاه فوتبال پاری سن ژرمن که بزرگترین باشگاه فوتبال در فرانسه شناخته می‌شود، در قالب فصل 2022_2023 در چهار جام مختلف شرکت می‌کند. لوشامپیونا (لیگ ۱ فرانسه)، جام حذفی، سوپر کاپ فرانسه و لیگ قهرمانان اروپا از مسابقاتی هستند که پاریسی‌ها در آن حضور دارند. این فصل همچنین به عنوان پنجاه و یکمین سال فعالیت باشگاه فوتبال پاری سن ژرمن به‌شمار می‌آید.

## بازیکنان
بروزرسانی در ۲۱ ژانویه ۲۰۲۲

### ترکیب تیم اول
| شماره |           | پست       | بازیکن                      |
| ----- | --------- | --------- | --------------------------- |
| 1     | کاستاریکا | دروازه‌بان | کیلور ناواس                 |
| 2     | مراکش     | مدافع     | اشرف حکیمی                  |
| 3     | فرانسه    | مدافع     | پرسنل کیمپمبه (کاپیتان دوم) |
| 4     | اسپانیا   | مدافع     | سرخیو راموس                 |
| 5     | برزیل     | مدافع     | مارکینیوش (کاپیتان)         |
| 6     | ایتالیا   | هافبک     | مارکو وراتی                 |
| 7     | فرانسه    | مهاجم     | کیلیان امباپه               |
| 8     | آرژانتین  | هافبک     | لئاندرو پاردس               |
| 9     | آرژانتین  | مهاجم     | مائورو ایکاردی              |
| 10    | برزیل     | مهاجم     | نیمار                       |
| 11    | آرژانتین  | هافبک     | آنخل دی ماریا               |
| 14    | اسپانیا   | مدافع     | خوان برنات                  |
| 15    | پرتغال    | هافبک     | دنیلو پریرا                 |
| 17    | فرانسه    | مدافع     | کولین داگبا                 |
| 18    | هلند      | هافبک     | جورجینیو واینالدوم          |
| 20    | فرانسه    | مدافع     | لوین کروزوا                 |

| شماره |         | پست       | بازیکن                               |
| ----- | ------- | --------- | ------------------------------------ |
| 21    | اسپانیا | هافبک     | آندر هررا                            |
| 22    | سنگال   | مدافع     | عبدو دیالو                           |
| 23    | آلمان   | هافبک     | یولیان دراکسلر                       |
| 24    | آلمان   | مدافع     | تیلو کرر                             |
| 25    | پرتغال  | مدافع     | نونو مندز (قرضی از اسپورتینگ لیسبون) |
| 27    | سنگال   | هافبک     | ادریسا گی                            |
| 28    | فرانسه  | هافبک     | اریک جونیور دینا ابیمبه              |
| 31    | فرانسه  | مدافع     | ال چادالی بیتشیابو                   |
| 34    | هلند    | هافبک     | ژاوی سیمونز                          |
| 35    | فرانسه  | هافبک     | اسماعیل قربی                         |
| 38    | فرانسه  | هافبک     | Edouard Michut                       |
| 39    | فرانسه  | هافبک     | Nathan Bitumazala                    |
| 40    | ایتالیا | دروازه‌بان | دنیس فرانچی                          |
| 50    | ایتالیا | دروازه‌بان | جانلوئیجی دوناروما                   |
| 60    | فرانسه  | دروازه‌بان | Alexandre Letellier                  |

## کادر فنی و اعضای مدیریت

### اعضای هیئت مدیره
مالک :جناب خان

مالک :جناب خان
| رئیس        | ناصر الخلیفی  |
| مدیر کل     | ژان کلود بلان |
| مدیر ورزشی  | لئوناردو      |
| رئیس انجمن  | بنویت روسو    |
| مدیر آکادمی | لوئیس فرناندز |

منبع: LFP.fr

### اعضاء فنی
مالک :جناب خان
| سرمربی         | مائوریسیو پوچتینو                |
| دستیاران       | خوان کارلوس کارسدو زومانا کامارا |
| مربی دروازه‌بان | جانلوکا اسپینلی                  |
| پزشک           | سیمون کولینت                     |

منبع: LFP.fr

## نقل و انتقالات

### ورودی‌ها
| ش. | پس. | بازیکن             | باشگاه قبلی      | هزینه          | روز           |               |
| -- | --- | ------------------ | ---------------- | -------------- | ------------- | ------------- |
| ۱۵ | MF  | دنیلو پریرا        | پورتو            | ۱۶ میلیون یورو | ۹ ژوئن ۲۰۲۱   | [ ۳ ]         |
| ۱۸ | MF  | جورجینیو واینالدوم | لیورپول          | رایگان         | ۱ ژوئیه ۲۰۲۱  | [ ۴ ]         |
| ۲  | DF  | اشرف حکیمی         | اینتر میلان      | ۶۰ میلیون یورو | ۶ ژوئیه ۲۰۲۱  | [ ۵ ] [ ۶ ]   |
| ۴  | DF  | سرخیو راموس        | بازیکن آزاد      | رایگان         | ۸ ژوئیه ۲۰۲۱  | [ ۷ ]         |
| ۵۰ | GK  | جانلوئیجی دوناروما | بازیکن آزاد      | رایگان         | ۱۴ ژوئیه ۲۰۲۱ | [ ۸ ]         |
| ۳۰ | FW  | لیونل مسی          | بازیکن آزاد      | رایگان         | ۱۰ اوت ۲۰۲۱   | [ ۹ ]         |
| ۲۵ | DF  | نونو مندز          | اسپورتینگ لیسبون | قرضی           | ۳۱ اوت ۲۰۲۱   | [ ۱۰ ] [ ۱۱ ] |

### خروجی‌ها
نکته: کلمه وام در این جدول به معنای انتقال قرضی است. 
| پس. | بازیکن           | باشگاه بعدی        | هزینه         | روز            | منبع          |
| --- | ---------------- | ------------------ | ------------- | -------------- | ------------- |
| MF  | ماکسن کاپو       | لوزان-اسپورت       | فاش نشده      | ۱۷ ژوئن ۲۰۲۱   | [ ۱۲ ]        |
| DF  | غنا              | فسخ قرار داد       | رایگان        | ۱ ژوئیه ۲۰۲۱   | [ ۱۳ ]        |
| DF  | ریچارد ماکوتونگو | فسخ قرار داد       | رایگان        | ۱ ژوئیه ۲۰۲۱   | [ ۱۳ ]        |
| MF  | کیس رویز آتیل    | فسخ قرار داد       | رایگان        | ۱ ژوئیه ۲۰۲۱   | [ ۱۴ ]        |
| GK  | یانیس سیدانی     | فسخ قرار داد       | رایگان        | ۱ ژوئیه ۲۰۲۱   | [ ۱۳ ]        |
| MF  | حسین توتی        | فسخ قرار داد       | رایگان        | ۱ ژوئیه ۲۰۲۱   | [ ۱۳ ]        |
| DF  | الساندرو فلورنزی | آ.اس. رم           | پایان وام     | ۱ ژوئیه ۲۰۲۱   | [ ۱۵ ]        |
| FW  | مویزه کین        | اورتون             | پایان وام     | ۱ ژوئیه ۲۰۲۱   | [ ۱۶ ]        |
| DF  | میشل باکر        | بایر لورکوزن       | ۷ میلیون یورو | ۱۲ ژوئیه ۲۰۲۱  | [ ۱۷ ] [ ۱۸ ] |
| DF  | تیرنو بالده      | لی هاور            | وام           | ۱۳ ژوئیه ۲۰۲۱  | [ ۱۹ ]        |
| GK  | گاریسون اینوسنت  | وانس               | وام           | ۲۶ ژوئیه ۲۰۲۱  | [ ۲۰ ]        |
| GK  | آلفونس آرئولا    | وستهام یونایتد     | وام           | ۲۹ ژوئیه ۲۰۲۱  | [ ۲۱ ]        |
| FW  | کنی ناگرا        | باستیا             | وام           | ۳ اوت ۲۰۲۱     | [ ۲۲ ]        |
| GK  | مارچین بووکا     | نایس               | وام           | ۶ اوت ۲۰۲۱     | [ ۲۳ ]        |
| DF  | تیموتی پمبله     | بوردوکس            | وام           | ۱۰ اوت ۲۰۲۱    | [ ۲۴ ]        |
| DF  | جاناتان موتومبو  | ویتوریا دی گیماریش | فاش نشده      | ۳۱ اوت ۲۰۲۱    | [ ۲۵ ]        |
| FW  | آرنو کالیموندو   | لنس                | وام           | ۳۱ اوت ۲۰۲۱    | [ ۲۶ ]        |
| MF  | پابلو سارابیا    | اسپورتینگ لیسبون   | وام           | ۳۱ اوت ۲۰۲۱    | [ ۲۷ ]        |
| MF  | رافینیا          | رئال سوسیداد       | وام           | ۱ ژانویه ۲۰۲۲  | [ ۲۸ ]        |
| MF  | باندیوگو فادیگا  | المپیاکوس          | رایگان        | ۱۴ ژانویه ۲۰۲۲ | [ ۲۹ ] [ ۳۰ ] |
| FW  | کنی ناگرا        | آورانچس            | وام           | ۱۷ ژانویه ۲۰۲۲ | [ ۳۱ ]        |
| DF  | تدی الله         | اوپن               | وام           | ۲۰ ژانویه ۲۰۲۲ | [ ۳۲ ]        |
| GK  | سرخیو ریکو       | رئال مایورکا       | وام           | ۲۱ ژانویه ۲۰۲۲ | [ ۳۳ ]        |

## پیش‌فصل-دوستانه
پیروزی       مساوی       شکست       برنامه‌ریزی‌شده
| ۲۳ تیر ۱۴۰۰ دوستانه | پاری سن ژرمن                                         | ۴–۰ | لومان | سن-ژرمن-آن-له                           |
| ۱۳:۳۰               | ایکاردی ۱۲' · قربی ۳۵' · فادیگا ۸۷' · سیمونز ۱+۹۰' · |     |       | ورزشگاه: کمپ ده لوگز داور: جرمی پیگنارد |

| ۲۶ تیر ۱۴۰۰ دوستانه | پاری سن ژرمن                        | ۲–۲ | شامبلی                   | سن-ژرمن-آن-له        |
| ۱۳:۳۰               | ایکاردی ۱۹' (پنالتی) · سیمونز ۶۴' · |     | هینری ۵۷' · دوکوره ۸۹' · | ورزشگاه: کمپ ده لوگز |

| ۳۰ تیر ۱۴۰۰ دوستانه | پاری سن ژرمن                 | ۱–۲ | آگزبورگ         | سن-ژرمن-آن-له        |
| ۲۱:۳۰               | دراکسلر ۶۲' · گوولیو '۱+۹۰ · |     | نیدرلینچر ۶۴' · | ورزشگاه: کمپ ده لوگز |

| ۲ مرداد ۱۴۰۰ دوستانه | پاری سن ژرمن | ۰–۱ | باشگاه فوتبال اورلئان | اورلئان                                         |
| ۲۱:۳۰                | حکیمی ۶۲' ·  |     |                       | ورزشگاه: Stade de la Source داور: توماس لئونارد |

| ۵ مرداد ۱۴۰۰ دوستانه | پاری سن ژرمن                                          | ۲–۲ | سویا                               | فارو، پرتغال                              |
| ۲۲:۳۰                | ناواس · قربی · ایکاردی ۴۸' · عبدو دیالو · ناگرا ۸۸' · |     | راکیتیچ ۴۰' (پنالتی) · اسکار ۶۲' · | ورزشگاه: الگاروه داور: ژائو مالهیرو پینتو |

## رقابت‌ها
نکته: مسابقات به تاریخ شمسی و ساعت رسمی ایران نمایش داده شده اند. 
      پیروزی       مساوی       شکست

### بررسی اجمالی
| رقابت              | اولین بازی     | آخرین بازی       | شروع دور          | جایگاه نهایی     | آمار | آمار | آمار | آمار | آمار | آمار | آمار | آمار   |
| رقابت              | اولین بازی     | آخرین بازی       | شروع دور          | جایگاه نهایی     | بازی | ب    | ت    | ش    | گ‌ز   | گ‌خ   | ت‌گ   | % برد  |
| ------------------ | -------------- | ---------------- | ----------------- | ---------------- | ---- | ---- | ---- | ---- | ---- | ---- | ---- | ------ |
| لیگ ۱              | ۱۶ مرداد ۱۴۰۰  | ۳۱ اردیبهشت ۱۴۰۱ | هفته اول          |                  | ۲۲   | ۱۶   | ۵    | ۱    | ۴۶   | ۱۸   | ۲۸+  | ۰۷۳    |
| جام حذفی           | ۲۸ آذر ۱۴۰۰    | ۱۱ بهمن ۱۴۰۰     | شصت و چهارم نهایی | یک شانزدهم نهایی | ۳    | ۲    | ۱    | ۰    | ۷    | ۰    | ۷+   | ۰۶۷    |
| سوپر کاپ           | ۱۰ مرداد ۱۴۰۰  | ۱۰ مرداد ۱۴۰۰    | فینال             | نایب قهرمان      | ۱    | ۰    | ۰    | ۱    | ۰    | ۱    | ۱−   | ۰۰۰٫۰۰ |
| لیگ قهرمانان اروپا | ۲۴ شهریور ۱۴۰۰ |                  | مرحله گروهی       |                  | ۷    | ۴    | ۲    | ۱    | ۱۴   | ۸    | ۶+   | ۰۵۷    |
| مجموع              | مجموع          | مجموع            | مجموع             | مجموع            | ۳۳   | ۲۲   | ۸    | ۳    | ۶۷   | ۲۷   | ۴۰+  | ۰۶۷    |

آخرین به‌روزرسانی در: ۱۲ بهمن ۱۴۰۰

منبع: Soccerway

### لیگ لوشامپیونا

#### جدول رده‌بندی
| رتبه | تیم              | بازی | برد | مساوی | باخت | گل زده | گل خورده | گل تفاضل | امتیاز | صعود یا سقوط                       |
| ---- | ---------------- | ---- | --- | ----- | ---- | ------ | -------- | -------- | ------ | ---------------------------------- |
| ۱    | پاری سن-ژرمن (C) | ۳۸   | ۲۶  | ۸     | ۴    | ۹۰     | ۳۶       | ۵۴+      | ۸۶     | مرحله گروهی لیگ قهرمانان اروپا     |
| ۲    | مارسی            | ۳۸   | ۲۱  | ۸     | ۹    | ۶۳     | ۳۸       | ۲۵+      | ۷۱     | مرحله گروهی لیگ قهرمانان اروپا     |
| ۳    | موناکو           | ۳۸   | ۲۰  | ۹     | ۹    | ۶۵     | ۴۰       | ۲۵+      | ۶۹     | دور سوم مقدماتی لیگ قهرمانان اروپا |
| ۴    | رن               | ۳۸   | ۲۰  | ۶     | ۱۲   | ۸۲     | ۴۰       | ۴۲+      | ۶۶     | مرحله گروهی لیگ اروپا              |
| ۵    | نیس              | ۳۸   | ۲۰  | ۷     | ۱۱   | ۵۲     | ۳۶       | ۱۶+      | ۶۶     | مرحله پلی-آف لیگ کنفرانس اروپا     |

1. ↑  به علت عدم توانایی در کنترل جمعیت تماشاگران مقابل مارسی که منجر به لغو آن بازی شد، از نیس یک امتیاز کسر شد.[۳۴]

#### مسابقات
| تاریخ هفته | میزبان | نتیجه | مهمان | محل برگزاری |

| ۱۶ مرداد ۱۴۰۰ ۱                                        | تروا                        | ۱ – ۲ | پاری سن ژرمن                                                    | تروا                                                                              |
| ۲۳:۳۰                                                  | الحاجام ۹' · یوسف کان '۹۰ · |       | حکیمی ۱۹' '۴۵ · ایکاردی ۲۱' '۷۰ · کیمپمبه '۳۳ · سارابیا '۲+۹۰ · | ورزشگاه: استاد دو لوب تماشاگران: ۱۵٬۲۴۸ داور: اموری دلرو مرد مسابقه: کیلین ام‌باپه |
| یادداشت: اولین بازی رسمی پاری سن ژرمن در فصل ۲۰۲۲–۲۰۲۱ |                             |       |                                                                 |                                                                                   |

| ۲۳ مرداد ۱۴۰۰ ۲ | پاری سن ژرمن                                                       | ۴ – ۲ | استراسبورگ                                                       | پاریس                                                                              |
| ۲۳:۳۰           | ایکاردی ۳' · ام‌باپه ۲۵' · دراکسلر ۲۷' · ابیمبه '۵۱ · سارابیا ۸۶' · |       | گامیرو ۵۳' · آژورک ۶۴' · الکساندر جیکو '۷۹ '۸۱ · بلگارده '۳+۹۰ · | ورزشگاه: پارک ده پرنس تماشاگران: ۴۶٬۹۶۲ داور: ویلی دلاجود مرد مسابقه: کیلین امباپه |

| ۲۹ مرداد ۱۴۰۰ ۳ | برست                                 | ۲ – ۴ | پاری سن ژرمن                                                      | برست                                                                           |
| ۲۳:۳۰           | اونورا ۴۲' · براسی '۵۲ · مونیه ۸۵' · |       | هررا ۲۳' · ام‌باپه ۳۶' '۶۵ · وراتی '۵۴ · گانا ۷۳' · دی ماریا ۹۰' · | ورزشگاه: استادیوم استادی فرانسیس لو بل داور: اریک واتلیه مرد مسابقه: آندر هررا |

| ۷ شهریور ۱۴۰۰ ۴                                                                | ریمز        | ۰ – ۲ | پاری سن ژرمن                                         | رنس                                                                 |
| ۲۳:۱۵                                                                          | اکلیتکه '۸۴ |       | ام‌باپه ۱۵'، ۶۳' · وراتی '۴۴ · دیالو '۵۵ · پارادس '۸۸ | ورزشگاه: اوگوست دولون داور: فرانسوا لکتسیر مرد مسابقه: کیلین امباپه |
| یادداشت: لیونل مسی ستاره آرژانتینی تیم پاریس سن ژرمن در دقیقه ۶۶ وارد زمین شد. |             |       |                                                      |                                                                     |

| ۲۱ شهریور ۱۴۰۰ ۵ | پاری سن ژرمن                                       | ۴–۰ | کلرمون         | پاریس                                       |
| ۱۹:۳۰            | آندر هررا ۲۰'، ۳۱' · ام باپه ۵۵' · ادریسا گی ۶۵' · |     | اکیم زکاتا '۹۰ | ورزشگاه: پارک ده پرنس مرد مسابقه: آندر هررا |

| ۲۸ شهریور ۱۴۰۰ ۶ | پاری سن ژرمن | – | لیون | پاریس                 |
| ۲۳:۳۰            |              |   |      | ورزشگاه: پارک ده پرنس |

| ۳۱ شهریور ۱۴۰۰ ۷ | متز | – | پاری سن ژرمن | متز                   |
|                  |     |   |              | ورزشگاه: سنت سیمفورین |

| ۴ مهر ۱۴۰۰ ۸ | پاری سن ژرمن | – | مون پلیه | پاریس                 |
|              |              |   |          | ورزشگاه: پارک ده پرنس |

| ۱۱ مهر ۱۴۰۰ ۹ | رن | – | پاری سن ژرمن | رن                   |
|               |    |   |              | ورزشگاه: روازون پارک |

| ۲۵ مهر ۱۴۰۰ ۱۰ | پاری سن ژرمن | – | آنژه | پاریس                 |
|                |              |   |      | ورزشگاه: پارک ده پرنس |

| ۲ آبان ۱۴۰۰ ۱۱ | مارسی | – | پاری سن ژرمن | مارسی            |
|                |       |   |              | ورزشگاه: ولودروم |

| ۹ آبان ۱۴۰۰ ۱۲ | پاری سن ژرمن | – | لیل | پاریس                 |
|                |              |   |     | ورزشگاه: پارک ده پرنس |

#### خلاصه نتایج
| مجموع | مجموع  | مجموع | مجموع | مجموع | مجموع | مجموع | مجموع | خانه | خانه | خانه | خانه | خانه | خانه | مهمان | مهمان | مهمان | مهمان | مهمان | مهمان |
| بازی  | امتیاز | پ     | ت     | ش     | گ‌ز    | گ‌خ    | ت‌گ    | پ    | ت    | ش    | گ‌ز   | گ‌خ   | ت‌گ   | پ     | ت     | ش     | گ‌ز    | گ‌خ    | ت‌گ    |
| ----- | ------ | ----- | ----- | ----- | ----- | ----- | ----- | ---- | ---- | ---- | ---- | ---- | ---- | ----- | ----- | ----- | ----- | ----- | ----- |
| ۲۲    | ۵۳     | ۱۶    | ۵     | ۱     | ۴۶    | ۱۸    | ۲۸+   | ۱۰   | ۱    | ۰    | ۲۷   | ۶    | ۲۱+  | ۶     | ۴     | ۱     | ۱۹    | ۱۲    | ۷+    |

آخرین بروزرسانی: ۳ بهمن ۱۴۰۰

منبع: Ligue 1

پ = پیروزی؛ ت = تساوی؛ ش = شکست؛ گ‌ز = گل زده؛ گ‌خ = گل خورده؛ ت‌گ = تفاضل گل

#### روند هفته به هفته
| هفته    | ۱ | ۲ | ۳ | ۴ | ۵ | ۶ | ۷ | ۸ | ۹ | ۱۰ | ۱۱ | ۱۲ | ۱۳ | ۱۴ | ۱۵ | ۱۶ | ۱۷ | ۱۸ | ۱۹ | ۲۰ | ۲۱ | ۲۲ | ۲۳ | ۲۴ | ۲۵ | ۲۶ | ۲۷ | ۲۸ | ۲۹ | ۳۰ | ۳۱ | ۳۲ | ۳۳ | ۳۴ | ۳۵ | ۳۶ | ۳۷ | ۳۸ |
| ------- | - | - | - | - | - | - | - | - | - | -- | -- | -- | -- | -- | -- | -- | -- | -- | -- | -- | -- | -- | -- | -- | -- | -- | -- | -- | -- | -- | -- | -- | -- | -- | -- | -- | -- | -- |
| زمین    | ب | خ | ب | ب | خ | خ | ب | خ | ب | خ  | ب  | خ  | ب  | خ  | ب  | خ  | ب  | خ  | ب  | ب  | خ  | خ  | ب  | خ  | ب  | خ  | ب  | خ  | ب  | خ  | ب  | خ  | ب  | خ  | ب  | خ  | ب  | خ  |
| دستاورد | پ | پ | پ | پ | پ | پ | پ | پ | ش | پ  | م  | پ  | پ  | پ  | پ  | م  | م  | پ  | م  | م  | پ  | پ  |    |    |    |    |    |    |    |    |    |    |    |    |    |    |    |    |
| جایگاه  | ۱ | ۲ | ۱ | ۱ | ۱ | ۱ | ۱ | ۱ | ۱ | ۱  | ۱  | ۱  | ۱  | ۱  | ۱  | ۱  | ۱  | ۱  | ۱  | ۱  | ۱  | ۱  | ۱  | ۱  | ۱  |    |    |    |    |    |    |    |    |    |    |    |    |    |

زمین: ب = بیرون از خانه، خ = داخل خانه. دست‌آورد: پ = پیروزی، ش = شکست، م = مساوی، ع = به تعویق افتاده.

### سوپر کاپ فرانسه
| ۱۰ مرداد ۱۴۰۰                                                      | لیل                                      | ۱ – ۰ | پاری سن ژرمن                              | تل آویو                                                                                          |
| ۲۲:۳۰                                                              | شکا ۴۵' · آراخو '۷۸ · لئو ژاردیم '۲+۹۰ · |       | کرر '۳۰ دیالو '۵۲ دراکسلر '۸۴ پریرا '۴+۹۰ | ورزشگاه: استادیوم بلومفیلد تماشاگران: ۲۹٬۰۰۰ داور: ییگال فرید (اسرائیل) مرد مسابقه: بوراک ییلماز |
| یادداشت: تیم لیل با پیروزی در این مسابقه قهرمان سوپرکاپ فرانسه شد. |                                          |       |                                           |                                                                                                  |

## یادداشت
1. ↑  Up to €11 million in add-ons
2. ↑  €7 million loan fee with an option to sign permanently for €40 million
3. ↑  On 12 July 2021, Ruiz-Atil joined Barcelona B.
4. ↑  Up to €3 million in add-ons
5. 1 2  Includes an option to sign permanently.